# John Lander
John Gerard Heath Lander (Liverpool, 7 settembre 1907 – Hong Kong, 25 dicembre 1941) è stato un canottiere britannico.
È stato ucciso in guerra durante la battaglia di Hong Kong.

## Palmarès

### Olimpiadi
- 1 medaglia:
  - 1 oro (Amsterdam 1928 nel quattro senza)